# نمای خوب (فیلم)
نمای خوب (به انگلیسی: Nice View) یک فیلم درام چینی محصول سال ۲۰۲۲ به کارگردانی ون مویه است. این دومین فیلم بلند ون است. این داستان عمدتاً داستان مرد جوانی به نام جینگ هائو را روایت می‌کند که برای نجات خواهرش، ناامیدانه از فرصتی که برای راه اندازی کسب و کار پیدا کرده‌است استفاده می‌کند، سرنوشت خود را تغییر می‌دهد و افراد اطراف خود را تحت تأثیر قرار می‌دهد. این فیلم در اکتبر ۲۰۲۱ کامل شد و در ۱ فوریه ۲۰۲۲ (اولین روز سال نو چینی) در چین اکران شد. این فیلم ۲۱۱ میلیون دلار فروش در سراسر جهان فروش داشته است.

## خلاصه
جینگ هائو ۲۰ ساله به شنژن آمد تا تنها با خواهر کوچکش زندگی کند. خواهر و برادرها زندگی گرم و در عین حال سختی دارند. در تلاش برای پرداخت هزینه جراحی گران‌قیمت خواهرش، جینگ هائو به‌طور اتفاقی فرصتی به دست می‌آورد و فکر می‌کند زندگی بهتری در راه است، اما به‌طور غیرمنتظره با یک شکست جدی مواجه می‌شود. تحت فشار زمان و پول، جینگ هائو، که راهی برای نجات ندارد، تصمیم می‌گیرد که یک قمار ناامید کننده را انجام دهد. آیا این می‌تواند بارقه امید را برای زندگی عادی پریشان او روشن کند؟

## بازیگران
- جکسون یی در نقش جینگ هائو
- تیان یو در نقش لیانگ یونگ چنگ
- چن هالین در نقش جینگ تانگ، خواهر کوچکتر جینگ هائو
- چی شی در نقش وانگ چونمی
- گونگ لِی در نقش ژانگ لونگهائو
- شو جونکونگ در نقش ژانگ چائو
- وانگ نینگ در نقش لیو هنگجی
- هوانگ یائو در نقش وو شیائولی
- گونگ جینگو در نقش ژونگ وی

## تولید
در ۵ اوت ۲۰۲۱، مشخص شد که جکسون یی نقش اول دومین فیلم بلند ون مویه را بر عهده خواهد داشت. اولین فیلم این کارگردان مردن برای زنده ماندن است. فیلمبرداری در شنژن و در طول تابستان و پاییز آغاز شد، خدمه و بازیگران دو بازخیزی مجدد کووید-۱۹ و چهار طوفان را تحمل کردند. علیرغم وجود بارندگی طبیعی کافی، از باران مصنوعی استفاده شد، تا بتوان بر اساس نیاز و دید خود آن را کنترل کرد. فیلمبرداری در ۸ اکتبر ۲۰۲۱ به پایان رسید.

## استقبال
نمای خوب به یکی از محبوب‌ترین فیلم‌های صنعت فیلم چین تبدیل شده‌است که در رسانه‌های اجتماعی تیتر اخبار را به خود اختصاص داده‌است. این فیلم در آخر هفته افتتاحیه خود از رتبه پنجم به سوم رسید و ۱۰۴٫۴ میلیون دلار فروخت.
برخی از منتقدان فیلم را به‌عنوان «یکی از بهترین تولیدات داخلی در سال‌های اخیر که بر رؤیاها، تلاش‌ها و احساسات مردم عادی در یک پس‌زمینه تاریخی عظیم تمرکز دارد» تحسین کردند. با «تکنیک‌های پیچیده و [طرح] قانع‌کننده»، تجربه‌ای را برای ساخت فیلم‌های مشابه در آینده فراهم می‌کند». این فیلم «همچنین ادای احترام به مردم عادی است که در پیشرفت و توسعه چشمگیر کشور در چند دهه گذشته سهیم بوده‌اند».